# NGC 49

NGC 49

في الفهرس العام الجديد  إن جي سي 49 أو NGC 49 هي مجرة محدبة صغيرة وخافتة من القدر (14.7 m). قطرها حوالي 70 ألف سنة ضوئية في كوكبة المرأة المسلسلة وتقع على مسافة تقدر بحوالي 220 مليون سنة ضوئية من الأرض. اكتشفت المجرة بواسطة الفلكي الأمريكي لويس أ. سويفت في 7 سبتمبر 1885.

## وصلات خارجية
- NGC 49 على موقع ويكي سكاي: DSS2, SDSS, GALEX, IRAS, Hydrogen α, X-Ray, Astrophoto, Sky Map, Articles and images